# Charakterstruktur
Als Charakterstruktur bezeichnet Erich Fromm die Wurzel der Antriebe, die den beobachtbaren Verhaltensweisen eines Menschen zugrunde liegen, das heißt die Wurzel seiner charakterlichen Leidenschaften. Es handelt sich demnach um ein Gefüge von Charakterzügen oder Charaktereigenschaften, die sich zu spezifischen Charakterorientierungen kombinieren.
Unter einem Charakterzug ist ein überdauernder Wesenszug zu verstehen, der einen Menschen kennzeichnet, z. B. Mut, Neid, Pedanterie. In der Psychologie ist heute der Begriff Persönlichkeitseigenschaft üblicher, obwohl nicht gleichbedeutend. Im Bereich der Psychoanalyse wird Charakterzug bzw. Charaktereigenschaft weiterhin als dynamischer Begriff verwendet, um eine triebhafte oder leidenschaftliche Strebung im Sinne eines Partialtriebes zu beschreiben, der in der Charakterstruktur eines Menschen begründet liegt. Aus einem einzelnen Charakterzug ist jedoch nicht bereits die Grundorientierung des Charakters (z. B. ein autoritärer Charakter) zu erschließen. Nur wenn mehrere Charakterzüge in ihrem Zusammenwirken betrachtet werden, können oberflächliche, vereinfachende Charakteranalysen vermieden werden.
Die Charakterstruktur entsteht nach Fromm vor allem durch Kindheitserlebnisse. Fromm beschreibt den Individualcharakter einzelner Menschen und den Sozialcharakter menschlicher Gesellschaften in ähnlicher Weise als eine typische Kombination von Charakterzügen und Charakterorientierungen.